# Casa delle corporazioni

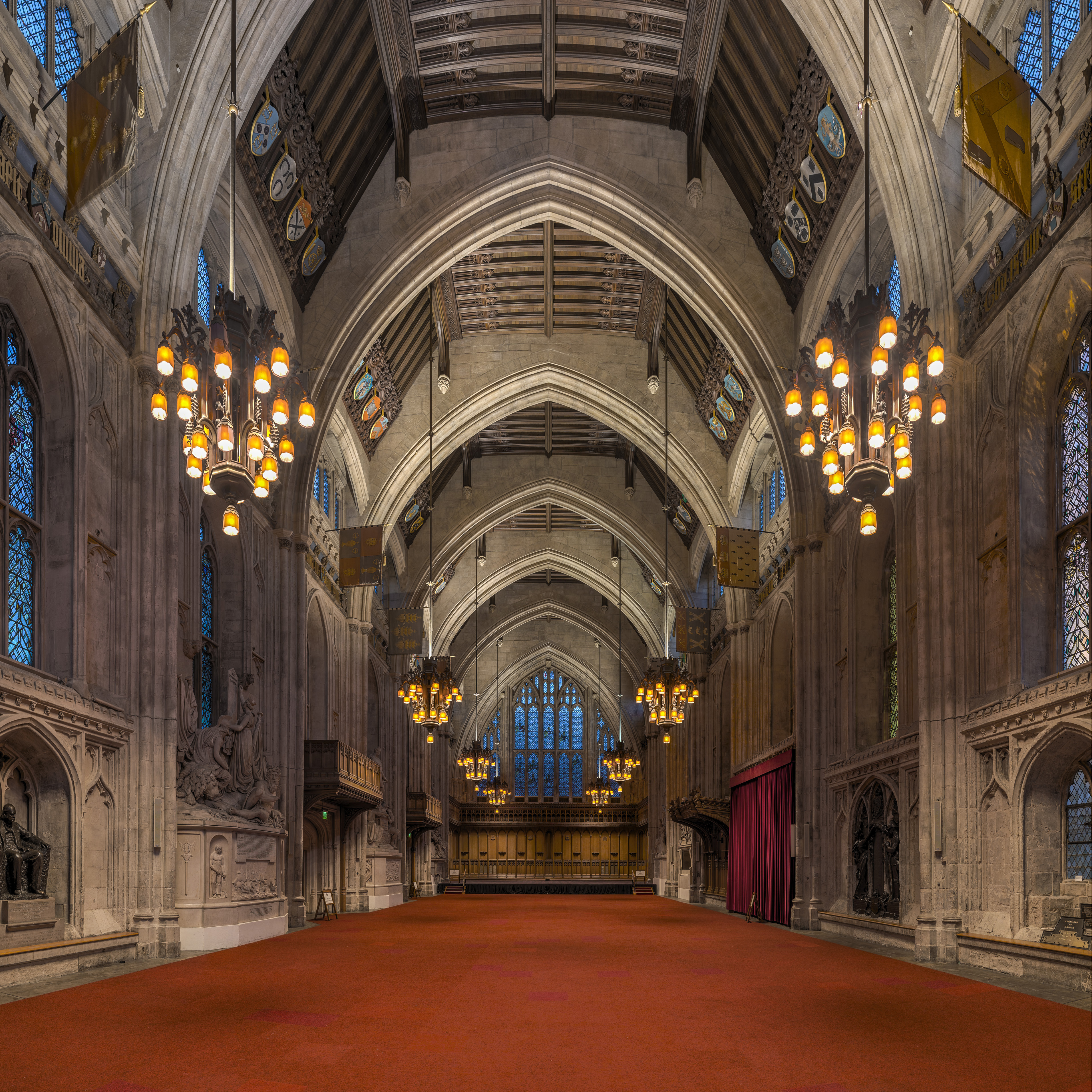
La Guildhall di Londra

Una casa delle corporazioni è un municipio o un edificio in cui le gilde e le corporazioni tenevano i loro raduni.

## Storia
Benché esistano alcuni antecedenti, fra cui la sede a Ostia del corpus naviculariorum, che era uno dei tanti collegium di epoca romana, le prime vere case delle corporazioni mercantili apparvero durante il medioevo in concomitanza con la nascita delle gilde. Fra le più vecchie case delle corporazioni si possono menzionare due edifici di Londra, ovvero la Guilda Teutonicorum, fondata nel 1157 e situata fra Cosin Lane e Thames Street, e la Guildhall, fondata intorno al 1120, e ancora oggi presente. Secondo altri, la più antica gilda dell'Inghilterra sarebbe invece la Guildhall of St George di King's Lynn.
Le case delle corporazioni medievali erano utilizzate nel corso dei raduni della gilda, fungevano da magazzini, ed erano il luogo in cui si tenevano delle celebrazioni. Questi edifici venivano anche usati dai non membri delle gilde in occasione di eventi pubblici.